# هایاک (واشینگتن)
هایاک (به انگلیسی: Hyak) یک منطقهٔ مسکونی در ایالات متحده آمریکا است که در شهرستان کیتیتاس، واشینگتن واقع شده‌است.